# Laubertia
Laubertia là chi thực vật có hoa trong họ Apocynaceae.